# Classe des Titans
Classe des Titans (Class of the Titans) est une série télévisée d'animation canadienne en 52 épisodes de 22 minutes créée par Chris Bartleman et Michael Lahay, produite par Nelvana, et diffusée entre le 31 décembre 2005 et le 22 juin 2008 sur Teletoon et simultanément sur Télétoon.
En France la série a été diffusée sur Nickelodeon.

## Synopsis
Alors que les mortels célèbrent le début d'une nouvelle années, Cronos, Titan et dieu du temps, parvient à s'échapper du Tartare après des millénaires d'emprisonnement lors de l'alignement des planètes du système solaire. À la tête d'une armée de monstres issus de la mythologie, il s'apprête à vaincre Zeus qui l'avait enfermé longtemps auparavant et à reconquérir le monde. Mais une prophétie lui barre la route : sept adolescents ont le pouvoir de le vaincre. Ils sont les descendants des grands héros de la mythologie et, avec la protection des dieux de l'Olympe, ils sont les seuls à pouvoir empêcher cette intrusion du passé dans le présent.

## Doublage
- Antoine Durand : Jay
- Carl Béchard : Apollon
- Benoît Éthier : Nikos
- Hugolin Chevrette : Ugo
- Anne Dorval : Perséphone
- Julie Burroughs : Dryade
- Jean-François Beaupré : Orphée
- Pierre Auger : Hadès
- Élise Bertrand : Grand-mère de Harry
- Marika Lhoumeau : Tessia
- Patrick Chouinard : Harry
- Denis Roy : Chronos
- Camille Cyr-Desmarais : Atlanta
- Philippe Martin : Axel
- Diane Arcand : Héra
- François Sasseville : Hermès
- Benoit Rousseau : Heraclès
- Tristan Harvey : Zeus

 Source et légende : version québécoise (VQ) sur Doublage.qc.ca

## Personnages

### Personnages principaux
- Jay : Leader du groupe et descendant de Jason, Jay est le premier descendant de héros trouvé par Hermès. Au début, Il met en doute son rôle de chef au sein de l'équipe car, contrairement aux autres, il ne possède aucun pouvoir particulier. Cependant, il comprend que c'est son intuition sa particularité unique dans l'équipe. Jay a un faible pour Tessia qu'il ne laisse jamais paraître, sauf lorsque des garçons lui tournent autour. Il n'aime pas voir ses amis se disputer pour une fille. Parmi ses armes, on compte un glaive à lame gravitationnelle (épée rétractable), une lance et un fouet. Son mentor est la déesse Héra. Comme Jason, il fait aussi de la voile et c'est une chose qui lui vient naturellement.

- Atlanta : C'est la chasseresse descendante d'Artémis. Elle est la seule membre du groupe dont l'ancêtre est une femme alors que les ancêtres des autres membres du groupe sont des hommes, même celui de Tessia. Elle est courageuse et téméraire et, comme Axel, elle est aussi rapide que le vent. Elle est brave et combative, mais un peu garçon manqué. Agile, déterminée et puissante, elle possède un fort caractère et une panoplie d'armes dont une mini lance laser qu'elle porte au poignet, un bâton paralysant et son arme préférée, les bolas. Elle déteste qu'on la croit moins forte que les autres parce que c'est une fille ou parce qu'elle est la plus jeune du groupe et ne se gêne pas pour montrer le contraire à ces derniers. Elle dit ses sentiments à Axel durant le 49e épisode. Elle est également très attachée à la nature et fait d'ailleurs partie d'un groupe écologiste. Son mentor n'est nul autre que la fière déesse de la chasse, Artémis. Artémis est la jumelle d'Apollon.

- Harry : C'est la force descendant d'Héraclès. Il rend souvent visite sa grand-mère et son chien, Peypey puisqu'ils habitent près de son école. Il est doté d'une force incroyable : il peut briser l'acier avec ses mains. Il est musclé, athlétique et il peut lever deux énormes monstres et les aplatir au sol en se servant uniquement de ses mains, mais il perd tous ses moyens devant une jolie fille. Il se sert parfois d'un gourdin, mais la plupart du temps il se sert de son corps. Malgré sa force incroyable, c'est un dur au cœur tendre, aimable, serviable et attentionné, mais ne raterait jamais une bagarre avec un monstre. Son mentor est son ancêtre devenu un dieu, Héraclès.

- Axel : C'est le guerrier descendant d'Achille. C'est un combattant exceptionnel qui se sert du fouet Héphaïstos (un fouet extensible et tranchant). Il doute d'abord de la prophétie, mais accepte finalement d'entrer dans le groupe. Il a une peur maladive de l'eau et refuse d'apprendre à nager. Il est immunisé contre toutes les maladies. Il a le béguin pour Atlanta et la seule personne qui l'ignore, c'est elle. Même s'il sait parfaitement qu'elle est inaccessible, il continue à espérer. Durant le 49e épisode, Atlanta lui avouera ses sentiments. Il est aussi rapide que le vent et son mentor est le dieu guerrier Arès.

- Ugo : c'est le cerveau descendant d'Ulysse. C'est un mordu de jeu vidéo et de pilotage. Il connaît tout sur tout, il est rusé, brillant et c'est un vrai petit génie. Il adore tout ce qui est technologique et ses inventions sont nombreuses. Malheureusement, il est claustrophobe et sa peur est maladive, ce qui l'a d'ailleurs empêché d'aller combattre les Minotaures tapis dans les anciens tunnels sous la ville. Pour remédier à ce problème, Ugo a inventé un casque à réalité virtuelle, qui lui permet de voir un paysage à ciel ouvert n'importe où. Son mentor est l'intelligent dieu Hermès.

- Tessia : c'est la combattante descendante de Thésée. Elle est la seule du groupe dont l'ancêtre est du sexe opposé au sien. Elle a le pouvoir de prédire l'avenir. Elle ne peut pas déclencher cette capacité volontairement, mais elle a des visions du futur qui se déclenchent lorsqu'un danger est imminent. Elle doit ce talent à un autre ancêtre, car Thésée était le fils de Poséidon. Elle s'y connaît un peu en magie. Elle a le béguin pour Jay, ce qui est réciproque même si ces deux tourtereaux sont les seuls à ignorer l'amour qu'ils se vouent, chacun de leur côté. Tessia a commencé à avoir des doutes le jour où elle est descendue aux enfers avec Axel et Jay pour aller chercher la lyre magique d'Orphée. Ce dernier l'a pris pour sa bien-aimée disparue, Eurydice, car la ressemblance est frappante. Il l'a aussi appelé « ma fiancée ». Jay a paru tout à coup angoissé. C'est alors que Tessia lui a demandé : « Ne serais-tu pas jaloux par hasard, Jay ? ». C'est d'ailleurs cette ressemblance qui lui a permis d'obtenir la lyre magique, le seul moyen de calmer Cerbère, le chien des enfers libéré par Cronos. Tessia joue merveilleusement de la lyre, mais elle ne s'en vante pas, car elle trouve cela trop démodé. Elle a embrassé 3 fois Jay dans le dernier épisode. Elle est également très forte ; ses prouesses athlétiques sont nombreuses et elle maîtrise à la perfection le nunchaku. Son mentor est la déesse de la végétation Perséphone avec qui elle entretient un fort lien d'amitié.

- Nikos : c'est la beauté descendant de Narcisse. Il est à l'image de son ancêtre, imbu de lui-même. C'est un poltron qui ne peut pas passer devant un miroir sans se regarder durant des heures entières. Nikos a également beaucoup de qualités qui font de lui un membre indispensable à l'équipe. Par exemple, il est doux et gentil et il est toujours là pour aider ses amis. De plus, il a souvent de bonnes idées. Nikos est mannequin. Malgré tous ses défauts, il n'est pas sans défense. Nikos se bat très bien et il est parfois courageux. D'ailleurs, il possède une chance incroyable. Il n'a pas d'armes à proprement parler, mais il se sert parfois d'un miroir pour refléter les rayons du soleil et ainsi aveugler ses ennemis. Son mentor est la magnifique déesse de l'amour Aphrodite.

- Cronos : Cronos, roi des titans et dieu du temps, règne en tyran sur monde jusqu'à ce qu'il soit enfermé par ses fils Zeus, Hadès et Poséidon dans le Tartare. Après quatre mille ans, il profite d'un alignement planétaire particulier pour s'échapper et revenir parmi les mortels. Désormais, il veut se venger des dieux (qui l'ont emprisonné) à travers l'humanité en plongeant le monde dans lequel ces derniers vivent dans le chaos. Cependant, une prophétie annonce que les sept descendants (Jay, Ugo, Atlanta, Axel, Tessia, Nikos et Harry) des plus grands héros de la mythologie grecque s'uniront, sous la protection des dieux, afin de le combattre et de le renvoyer dans le Tartare. Cronos est bien décidé à contourner la prophétie par tous les moyens qu'il juge nécessaires, y compris menacer la vie des proches de ses ennemis. En plus de sa faux, Cronos dispose en tant qu'immortel, d'un large éventail de pouvoirs parmi lesquels : la manipulation du temps, la téléportation, la création de monstres, et une force physique surnaturelle. Il est caractérisé par une allure athlétique, mais sinistre, rappelant qu'il est à la fois dangereux, fourbe et fou (Il porte un costume noir et a les cheveux noirs). Sa pommette droite est marquée par une cicatrice dont l'origine est inconnue. Cronos est l'incarnation du mal par excellence dans cette série bien que la mythologie soit bien plus nuancée concernant ce personnage. Cronos bien que mauvais et traître, a un certain sens de l'humour dont les humains sont les bouc-émissaires.

### Personnages et créatures secondaires
- Typhon : c'est un monstre redoutable doté d'ailes, d'une tête de lion et des serpents en guise de jambes.
- Les géants : ce sont des monstres gigantesques à la peau verte et aux dents pointues.
- Cerbère : Dans la mythologie grecque, il est le chien des Enfers et le gardien de son entrée. Dans la série, il reprend la même fonction et est représenté sous la forme d'un gros chien reptilien à trois têtes squelettiques cornues et un serpent à la place de la queue. Le design de cet animal a peut-être été inspiré de la manticore.
- Les zombies : ils sont une armée composée de morts-vivants invoquée par la déesse Hécate.
- Les Gorgones : ce sont trois sœurs à la peau écailleuse et aux cheveux de serpent.
- Méduse : c'est la plus puissante des trois Gorgones, elle peut changer les gens en pierre.
- Le Minotaure : c'est un monstre mi-homme et mi-taureau. Il est féroce et très puissant.
- Les Amazones : c'est un groupe de femmes fortes et musclées au service de Médée.
- Les guerriers de Sparte : ce sont des morts-vivants nés de dents de dragon.
- Le Fléau : c'est un monstre libéré de la boîte de Pandore par Axel.
- Arachné : transformée depuis longtemps en araignée, elle ferait tout pour redevenir humaine.
- Scylla : c'est un monstre marin effroyable doté d'une férocité et d'une taille incroyables.
- Le Kraken : c'est un monstre marin à quatre yeux, une tête de pieuvre et avec une queue de poisson.
- Polyphème : c'est un cyclope, un géant possédant un seul œil, le sien étant éborgné par Ulysse.
- La Chimère : La Chimère mi-lion, mi-chèvre, et mi-serpent, crachant du feu et dont la piqûre est mortelle.
- Talos : c'est le premier automate créé par Héphaïstos. Il a été retrouvé par des archéologues.
- Le lion de Némée : c'est un lion féroce et cruel dont la peau est indestructible, ou presque...
- L'Hydre de Lerne : il a plus de cent têtes qui repoussent dès qu'on les coupe.
- Le dragon : c'est un dragon immense et dont la hargne le précède. Harry devra le tuer.
- Les sirènes : Dans la mythologie grecque, elles apparaissent pendant l'Odyssée afin d'empêcher Ulysse de rentrer à Ithaque. Contrairement à leur contrepartie nordique, ce sont des créatures mi-femme mi-oiseau. Leur chant merveilleux poussait les marins à se jeter par-dessus bord. Ici, dans la série, elles ont un petit côté reptilien. Elles sont trois et sont envoyés pour attirer Harry/Herry dans un piège de Cronos.
- Les fourmis géantes : elles forment un commando d'élite transformé par Cronos.
- Les oiseaux du lac Stymphale : ils] ont un cri perçant et un bec fait d'acier.
- Sybaris : elle aurait trahi Héra qui la fit enfermer loin de toute humanité. Sa haine envers Héra la transforma en lamie, un monstre sanguinaire - le premier vampire.
- Les Harpies : ce sont des êtres à moitié femme et à moitié chauves-souris très féroces.
- La Fleur : La Fleur est une plante géante à trois têtes qui crachent de l'acide sulfurique.
- Les Griffons : ce sont des créatures farouches qui sont mi-aigles et mi-lions.
- Atropos : c'est une déesse vêtue d'une cape tissée à partir du fil de vie de chaque humain. C'est elle qui met fin à la vie de chaque mortel.
- La lamproie créature au contact toxique et la forme changeante et la nymphe de l'espoir*.

(* à préciser)

## Gadgets et véhicules

### Gadgets
- La lance
- Le gourdin
- Le glaive à lame gravitationnelle (L'épée rétractable)
- Le fouet
- Le fouet d'Héphaïstos
- Le nunchaku
- Les bolas
- Le mini lance laser
- Le bâton paralysant
- Le miroir
- Les nano robots
- Le collier
- Le camion
- La cage
- Le fusil
- La bombe
- Le jeu vidéo
- Le casque à réalité virtuelle
- Le filet
- Le F.I.L. (Fil conducteur Intégré au Laser) : appareil électronique servant à trouver le chemin le plus court dans un labyrinthe
- La lyre magique
- Le caducée
- Le dispositif
- La faux
- Le trident
- La bague

### Véhicules
- L'avion
- Les motomarines
- Le bateau
- la voiture d'Harry

## Épisodes

### Première saison (2005-2006)
Les trois premiers épisodes ont fait l'objet une présentation spéciale de 90 minutes.
1. Chaos 101 (Chaos 101)
2. Chaos 102 (Chaos 102)
3. Chaos 103 (Chaos 103)
4. Le Pire Ennemi de l'homme (Man's Worst Enemy)
5. La Nature des choses (The Nature of Things)
6. Le Cheval de Troie (Trojan Horse)
7. Le Mécanisme antikythera (The Antikythera Device)
8. Rendez-vous au croisement (See You at the Crossroads)
9. Rivalité fraternelle (Sibling Rivalry)
10. Complètement perdus (Mazed and Confused)
11. Zone de cauchemars (Field of Nightmares)
12. Le Prisonnier de Campé (Prisoner Campe)
13. La Petite Boîte à horreurs (Little Box of Horrors)
14. Toile de mensonges (Make-Up Exam)
15. L'Odyssée (The Odie-sey)
16. Attrapez le kraken ! (Get Kraken)
17. Un œil, mon œil ! (Eye for an Eye)
18. Haine et amour (Bows and Eros)
19. En route pour les enfers (Road to Hades)
20. Joyeux retour dans le passé (Many Happy Returns)
21. Les Travaux du jour (Labour Day)
22. En avant, marche ! (They Might be G.I. Ants)
23. Le Cirque volant de Cronos (Cronus' Flying Circus)
24. La Fontaine de Sybaris (Sybaris Fountain)
25. Le Dernier Mot (The Last Word)
26. Jour après jour (Time After Time)

### Deuxième saison (2007-2008)
1. La Défaite de Cronos (Cronus Vanquished)
2. L'Œil des Grées (Graes Anatomy)
3. Une étoile montante (Star Quality)
4. Ne m'oublie pas (Forget Me Not)
5. Le Temps qu'il faut (Time Enough for Everything)
6. Pandémonium (Pandemonium)
7. Rien à craindre (Nothing to Fear)
8. Un printemps glacé (A Cold Day in Hades)
9. Le Maléfice de Tantale (Tantalize This)
10. Maman a raison (Mother Knows Best)
11. Le Règne de la zizanie (Apple of Discord)
12. Mauvais sang (Bad Blood)
13. Rêves et chimères (Dream Weaver)
14. L'Énigme du sphinx (Breath Taking Beauty)
15. Poison pour les dieux (Recipe of Disaster)
16. Le Retour de Polyphème (Polyphemus Retourns)
17. Cronos 2.0 (Cronus Version 2.0)
18. Stratégie mortelle (The Game Plan)
19. Pierre qui roule (Like a Rolling Stone)
20. Le Secret de Tessia (Cronus Keystroke)
21. Le Piège de Dédale (Deadalus or Alive)
22. Jalousie éternelle (Face Off)
23. Eaux troubles (The Deep End)
24. Un garçon en or (Golden Boy)
25. Le Fantôme partie 1 (Phantom Rising part 1)
26. Le Fantôme partie 2 (Phantom Rising part 2)